# Yeóryios Panayiotópoulos
Yeóryios Panayiotópoulos (en grec moderne : Γεώργιος Παναγιωτόπουλος, né le 12 août 1969) est un athlète grec, spécialiste du 100 et du 200 m.
Ses meilleurs temps sont de 10 s 33 à Kalamata en mai 1999 et de 20 s 38 à Berlin en août 1997. Il détient le record grec du relais 4 × 100 en 38 s 61 à Paris le 19 juin 1999 (2e) (Vasílios Séggos, Aléxios Alexópoulos, Yeóryios Panayiotópoulos, Hristóforos Hoídis). Sur 60 m en salle il a couru en 6 s 66 au Pirée en 1998.
Sur 200 m, il a participé aux Championnats du monde d'Athènes (finaliste en 20 s 32, vent trop favorable) et à Séville deux ans après. Il a participé aux Jeux olympiques d'été de 1996 à Atlanta sans dépasser les quarts de finale. En 1997, il a remporté la médaille d'argent lors des Jeux méditerranéens à Bari.

## Palmarès

### Jeux méditerranéens
- 1993 : Narbonne,  France
  -  Médaille d'argent aux Jeux Méditérannéens, Relais 4 x 100m Temps : 39,26
- 1997 : Bari,  Italie
  -  Médaille d'argent aux Jeux Méditérannéens, 200m Temps : 20,53

### Championnats d'Europe d'athlétisme en salle
- 1994 : Paris,  France
  -  Médaille de Bronze aux Championnats d'Europe en salle, 200m Temps : 20,99